# NGC 5937
NGC 5937 (другие обозначения — MCG 0-40-1, ZWG 22.2, IRAS15281-0239, PGC 55281) — спиральная галактика (Sb) в созвездии Змея.
Этот объект входит в число перечисленных в оригинальной редакции «Нового общего каталога».